# Beloniscinae
Sous-famille
Les Beloniscinae sont une sous-famille d'opilions laniatores de la famille des Beloniscidae.

## Distribution
Les espèces de cette sous-famille se rencontrent en Asie du Sud-Est.

## Liste des genres
Selon World Catalogue of Opiliones (25/06/2021) :
- Beloniscellus Roewer, 1931
- Beloniscops Roewer, 1949
- Belonisculus Roewer, 1923
- Beloniscus Thorell, 1891
- Kendengus Roewer, 1949

## Publication originale
- Kury, Pérez-González & Proud, 2019 : « A new Indo-Malayan family of Grassatores (Arachnida, Opiliones, Laniatores). » Invertebrate Systematics, vol. 33, no 6, p. 892–906.